# Повуа-де-Ланьозу
По́вуа-де-Ланьо́зу (порт. Póvoa de Lanhoso; МФА: [ˈpɔ.vu.ɐ dɨ ɫɐ.ˈɲo.zu], По́вуа-ди-Ланьо́зу) — муніципалітет і містечко в Португалії, в окрузі Брага. Розташований у північній частині країни, на теренах історичної португальської провінції Дору-Міню. Належить до Бразької архідіоцезії Католицької церкви в Португалії. Права міського самоврядування має з 1292 року. Поділяється на 22 парафії. За адміністративним поділом, чинним до 1976 року, був складовою провінції Міню. Площа муніципалітету — 134,65 км², населення муніципалітету — 21886 ос. (2011); густота населення — 162,54 осіб/км²
. Патрон — Діва Марія. Святковий день муніципалітету — 19 березня. Поштовий індекс — 4830.  Код місцевої адміністративної одиниці — 0309. Складова статистичного регіону Північ.

## Географія
Повуа-де-Ланьозу розташована на північному заході Португалії, в центрі округу Брага.
Містечко розташоване за 13 км на схід від міста Брага.
Повуа-де-Ланьозу межує на півночі з муніципалітетом Амареш, на сході — з муніципалітетом Вієйра-ду-Міню, на півдні — з муніципалітетами Фафе і Гімарайнш, на заході — з муніципалітетом Брага.

## Історія
1292 року португальський король Дініш надав Повуа-де-Ланьозу форал, яким визнав за поселенням статус містечка та муніципальні самоврядні права.

## Населення
| Кількість мешканців | Кількість мешканців | Кількість мешканців | Кількість мешканців | Кількість мешканців | Кількість мешканців | Кількість мешканців | Кількість мешканців | Кількість мешканців | Кількість мешканців | Кількість мешканців | Кількість мешканців | Кількість мешканців | Кількість мешканців | Кількість мешканців |
| ------------------- | ------------------- | ------------------- | ------------------- | ------------------- | ------------------- | ------------------- | ------------------- | ------------------- | ------------------- | ------------------- | ------------------- | ------------------- | ------------------- | ------------------- |
| 1864                | 1878                | 1890                | 1900                | 1911                | 1920                | 1930                | 1940                | 1950                | 1960                | 1970                | 1981                | 1991                | 2001                | 2011                |
| 17 277              | 16 731              | 16 364              | 16 939              | 18 128              | 17 861              | 19 178              | 20 532              | 21 342              | 22 033              | 20 177              | 21 092              | 21 516              | 22 772              | 21 886              |

## Парафії
- Агуаш-Санташ
- Ажуде
- Бруняйш
- Верін
- Вілела
- Галегуш
- Гарфе
- Жераш-ду-Міню
- Ешперанса
- Калвуш
- Кампуш
- Ковелаш
- Ланьозу
- Лореду
- Монсул
- Море
- Повуа-де-Ланьозу
- Олівейра
- Рендуфіню
- Санту-Еміліан
- Сан-Жуан-де-Рей
- Серзеделу
- Собраделу-да-Гома
- Таїде
- Травассуш
- Феррейруш
- Фонте-Аркада
- Фрадеш
- Фріанде